# 扎利夏 (卡明-卡希爾西基區)
51°32′57″N 24°56′40″E / 51.54917°N 24.94444°E
扎利斯西亞（羅馬化：Zalissia）是位於烏克蘭西北部沃倫州的卡明-卡希爾斯基區的村莊，始建於十九世紀，面積46.14平方公里，海拔高度163米，2001年人口1,321，人口密度每平方公里28.63人。